# Metoa arida
Metoa arida är en stekelart som beskrevs av Dasch 1984. Metoa arida ingår i släktet Metoa och familjen brokparasitsteklar. Inga underarter finns listade i Catalogue of Life.